# Podocit
Podocíti (tudi epicíti) so velike epitelijske celice v Bowmanovi ovojnici na zunanjem površju kapilar v ledvičnih glomerulih, ki imajo številne prstaste podaljške. Bowmanova ovojnica filtrira kri, pri čemer skoznjo prehajajo majhne molekule, kot so voda, soli, sladkor, velike molekule, npr. beljakovine, pa se zadržijo v krvi. To je prvi korak v tvorbi seča.
Prstasti podaljški podocitov zaojemajo kapilare, med njimi pa nastajajo ozke reže. Skozi te reže se lahko kri filtrira. Za normalno delovanje teh podocitnih podaljškov so nujne določene beljakovine in pri otrocih, ki se rodijo z napakami v teh beljakovinah, npr. nefrinu ali beljakovini CD2AP, ledvice ne delujejo normalno. Pri ljudeh se pojavlja več različic teh beljakovin in določene naj bi bile nosilke dovzetnosti za ledvično odpoved kasneje v življenju. Nefrin je beljakovina, ki tvori reže med podocitnimi podaljški podobno kot zadrga; med "zobci zadrge" nastajajo majhne režice, dovolj velike, da morejo molekule sladkorja in vode prehajati skoznje, zadržijo pa molekule beljakovin. Beljakovina CD2AP tvori citoskelet v podocitih in stabilizira reže.

## Vloga
Sosednji podociti se prilegajo eden ob drugega in prekrivajo bazalno lamino, ki neprekinjeno prekriva glomerulne kapilare. Vendar se med podociti pojavljajo manjše vrzeli, reže, ki omogočajo filtracijo krvi.
Reže so prekrite z opno, sestavljeno iz številnih površinskih beljakovin, vključno z nefrinom, podocaliksinom in kadherinom P, ki preprečujejo večjim molekulam (npr. serumskemu albuminu in gamaglobulinom), da bi zapuščale krvni obtok.
Majhne molekule (voda, ioni, glukoza ...) lahko prehajajo opno in tvorijo ultrafiltrat. which is further processed by the nephron to produce urine.
Podociti tudi uravnavajo hitrost glomerulne filtracije (GFR). Če kontrahirajo (se skrčijo), zaprejo filtracijske reže in zaradi zmanjšanja površine, skozi katero je omogočena glomerulna filtracija, se njena hitrost zavre.

## Zgradba
Zgradba podocitov kaže na visoko stopnjo vezikularnega transporta v teh celicah – na bazolateralni strani podocitov so vidni številni mešički.
Podociti imajo dobro razvit endoplazemski retikulum in obsežen Golgijev aparat, kar kaže na veliko zmogljivost tvorbe beljakovin in posttranslacijskih modifikacij beljakovin.
Čedalje več je tudi dokazov o vsebnosti številnih multivezikularnih telesc in drugih lizosomskih sestavin, kar pomeni veliko endocitotsko dejavnost podocitov.
Prstasti podaljški molijo iz podocitov in povečujejo površino celic, kar je bistveno za učinkovito ultrafiltracijo.

## Patologija
Poškodbe open, ki prekrivajo reže med podociti, ali propadanje podocitov lahko povzročijo hudo proteinurijo, pri čemer se iz krvnega obroka izgulja s sečem veliko število beljakovin. Do takega stanja pride na primer pri prirojeni motnji, imenovani finska nefroza, za katero je značilno, da se proteinurija pojavi že pri novorojenčku in vodi do ledvične odpovedi. Vzrok je mutacija na genu za nefrin.